# Тумба, тумба дивина
„Тумба, тумба дивина” је југословенски и македонски ТВ филм из 1982. године. Режирао га је Јане Петковски а сценарио је написао Горан Стефановски.

## Улоге
| Глумац             | Улога |
| ------------------ | ----- |
| Мето Јовановски    |       |
| Милица Стојанова   |       |
| Димитар Гешоски    |       |
| Ненад Милосављевић |       |
| Ленче Делова       |       |
| Ацо Стефановски    |       |
| Јусуф Гулески      |       |
| Веска Вртева       |       |
| Мејди Бајрактари   |       |
| Ѓокица Лукаревски  |       |